# 강현우 (배우)
강현우(1983년 5월 25일 ~ )는 대한민국의 배우이다.

## 학력
- 중앙대학교 연극학 학사
- 단국대학교 사범대학 부속고등학교

## 출연작

### 영화
- 《마지막 휴가》 (2020년) - 명덕 역
- 《히트맨》 (2020년) - 브리핑룸 국정원요원 1 역
- 《궁합》 (2018년) - 조대감 집 하인 역
- 《절처봉생 이것이 사주다》 (2017년)
- 《수색역》 (2016년) - 공고선생님 역
- 《잡아야 산다》 (2016년) - PC방 손님 2 역
- 《세계일주》 (2015년) - 역무원 역
- 《이것이 우리의 끝이다》 (2014년) - 경찰 2 역
- 《우는 남자》 (2014년) - 벤츄라홀딩스 팀원 3 역

### 드라마
- 《웹툰히어로 툰드라쇼》 (2015년, MBC Every1)
- 《나쁜엄마》  (2015년, JTBC)
- 《낭만닥터 김사부3》  (2023년, SBS)
- 《이두나》  (2023년, netflix )
- 《무인도의 디바》 (2023년 ,TVN)
- 《혼례대첩》   (2023년, KBS2)

### 연극
- 《친절한 고르스키씨》
- 《세인트조앤》
- 《사랑2》
- 《동양극장2020》
- 《햄릿》
- 《파우스트 엔딩》
- 《깨끗하고 연약한》
- 《어떤접경지역에서는》
- 《옥상 위 카우보이 & 해맞이》
- 《삼국유사 연극만발 - 만파식적 도난 사건의 전말》
- 《B성년》
- 《웰즈로드 12번지》
- 《앙코르》
- 《급매 행복아파트 천사호》
- 《뿔》
- 《십이야》
- 《에릭사티》
- 《엄마를 부탁해》
- 《모래섬》
- 《바냐 아저씨》
- 《도시의 정글 속에서》
- 《꿈, Quiz, 위선 그리고 디너》
- 《천국이 하얀 이유》
- 《겨울이야기》

### 뮤지컬
- 《냉정과 열정사이》
- 《베로나의 두 신사》
- 《피아프》